# أليكس (لاعب كرة قدم مواليد 1999)
أليكس هو لاعب كرة قدم برازيلي في مركز الدفاع، ولد في 10 مايو 1999 في البرازيل. لعب مع نادي فلومينينسي.

## وصلات خارجية
- أليكس (لاعب كرة قدم مواليد 1999) على موقع قاعدة بيانات كرة القدم.إي يو (الإنجليزية)
- أليكس (لاعب كرة قدم مواليد 1999) على موقع Soccerway.com (الإنجليزية)